# Belvosia fosteri
Belvosia fosteri là một loài ruồi trong họ Tachinidae.